# Xã North River, Quận Shelby, Missouri
Xã North River (tiếng Anh: North River Township) là một xã thuộc quận Shelby, tiểu bang Missouri, Hoa Kỳ. Năm 2010, dân số của xã này là 108 người.